# Marius Petipa

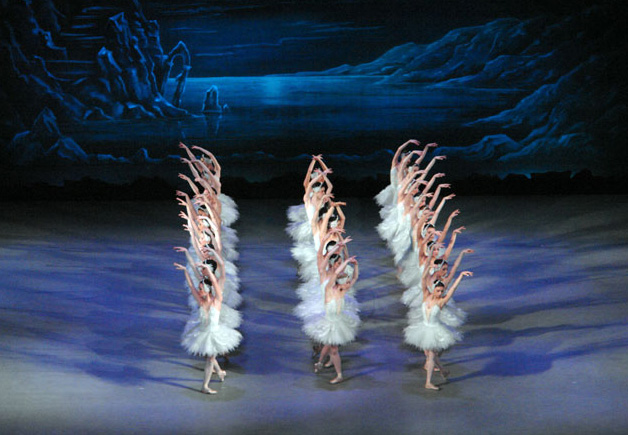
El lago de los cisnes, II acto.

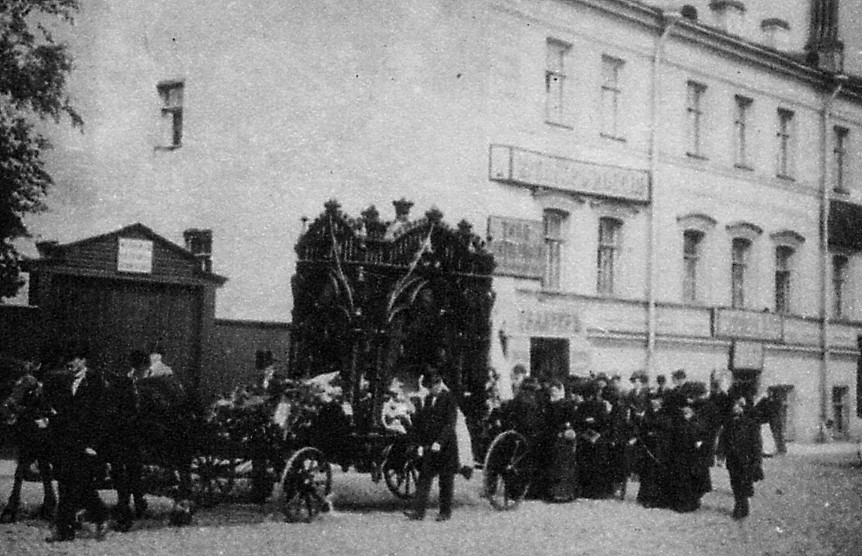
Cortejo funerario para Marius Petipa, 17 de julio de 1910, San Petersburgo, Rusia.

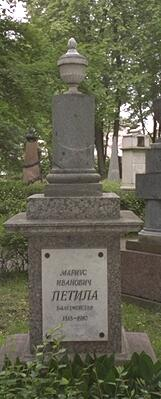
Lápida de Petipa en el Monasterio de Alejandro Nevski, de San Petersburgo, Rusia.

Alphonse Victor Marius Petipa (Marsella, 11 de marzo de 1818 - Gurzuf, 14 de julio de 1910) fue un coreógrafo, maestro de ballet y bailarín francés, radicado en la Rusia imperial y renovador del estilo. Con él se dio por terminada la época del ballet romántico para inaugurar la del grand ballet ruso. Entre sus obras destacadas se cuentan El lago de los cisnes, La bella durmiente, El cascanueces, Raymonda, Don Quijote, Paquita y La bayadera.

## Biografía
Hijo de bailarines y actores famosos,  su padre Jean-Antoine era bailarín, maestro y coreógrafo, y su madre Victorine Grasseau era actriz que destacó como gran intérprete del ballet en papeles de carácter. Fue la influencia materna lo que llevó a Marius al estudio de la danza y del violín desde su niñez.
El 25 de agosto de 1830 estalló la Revolución belga tras una representación de la ópera La muette de Portici, de Daniel Auber, en el Théâtre de la Monnaie de Bruselas, donde el padre de Marius ejercía de primer maître de ballet. Los violentos enfrentamientos callejeros que siguieron provocaron el cierre de todos los teatros durante un tiempo y, en consecuencia, Jean Petipa se quedó sin trabajo. La familia Petipa quedó en una situación desesperada durante varios años.
En 1834, la familia Petipa se trasladó a Burdeos (Francia), donde el padre de Marius había conseguido el puesto de primer maître de ballet del Grand Théâtre de Bordeaux. Durante su estancia en Burdeos, Marius completó su formación de ballet con el gran Auguste Vestris. En 1838 fue nombrado primer bailarín del Ballet de Nantes (Francia). Durante su estancia en Nantes, el joven Petipa empezó a probar suerte en la coreografía creando varios ballets en un acto y divertimentos.
En julio de 1839, Marius Petipa, de 21 años, acompañó a su padre en una gira por Estados Unidos con un grupo de bailarines franceses. Entre los numerosos compromisos, se encontraba una representación de La tarentule, de Jean Coralli, en el Teatro Nacional de Broadway, siendo la primera representación de ballet vista en la ciudad de Nueva York. La gira resultó un desastre, ya que muchos de los incultos espectadores estadounidenses de la época nunca habían visto ballet. Para colmo de males, el empresario estadounidense que organizó la gira robó gran parte de los ingresos de la compañía y desapareció rápidamente sin dejar rastro. Al partir hacia Francia, el billete de Petipa sólo le permitía viajar a Nantes, pero en lugar de regresar a esa ciudad se metió de polizón en el camarote de una mujer a la que había seducido para poder asegurarse el pasaje a París.
En 1840, Petipa debutó con la compañía de ballet de la Comédie Française de París. Su primera actuación con esta compañía fue una función benéfica para la actriz Rachel, en la que formó pareja con la legendaria bailarina Carlotta Grisi. Petipa también participó en representaciones en la Ópera de París, donde su hermano Lucien Petipa fue contratado como primer bailarín.

### Burdeos
En 1841 le ofrecieron el puesto de primer bailarín en el Gran Teatro de Burdeos. Allí siguió estudiando con el gran Vestris, mientras bailaba los papeles principales de ballets como La Fille Mal Gardée, La Péri y Giselle. Mientras actuaba con la compañía, sus dotes no sólo como bailarín, sino también como pareja, fueron muy celebradas. Su pareja con Carlotta Grisi durante una representación de La Péri fue muy célebre, en especial sus elevaciones y atrapadas casi acrobáticas de la bailarina, que deslumbraron al público. Durante su estancia en Burdeos, Petipa comenzó a montar sus propias producciones originales de larga duración. Entre estas obras destacan La Jolie Bordelaise (La belleza de Burdeos), La Vendange (La vendimiadora), L'Intrigue Amoureuse (Las intrigas del amor) y Le Langage des Fleurs (La voz de las flores).

### Madrid
En 1843, Petipa recibe una oferta para ocupar el puesto de primer bailarín en el Teatro del Circo de Madrid. Durante los tres años siguientes adquiere un profundo conocimiento de la danza tradicional española y produce nuevas obras basadas en temas españoles: Carmen et son toréro (Carmen y su torero), La Perle de Séville (La perla de Sevilla), L'Aventure d'une fille de Madrid (Las aventuras de una madrileña), La Fleur de Grenade (La flor de Granada) y Départ pour la course des taureaux (Salida para las corridas de toros). En 1846, inicia una relación amorosa con la esposa del marqués de Chateaubriand, miembro destacado de la embajada francesa. Al enterarse del romance, el marqués retó a Petipa a un duelo. En lugar de acudir a su fatídica cita, Petipa abandonó España para no volver jamás. Viajó a París, donde permaneció un breve periodo. Durante su estancia en la ciudad, participó en una representación en el Théâtre de l'Académie Royale de Musique, donde formó pareja con la bailarina Thérèse Elssler, hermana de Fanny Elssler.

### San Petersburgo, Rusia
En 1847, Marius sedujo a la mujer de otro hombre y el marido pidió el duelo, una vez más. Los duelos estaban prohibidos y la amenaza de repercusiones judiciales se cernía sobre Marius, por lo que la familia decidió que lo mejor era que abandonara Francia. El hermano de Marius, Lucien Petipa, estaba familiarizado con el trabajo en Rusia y envió una solicitud a Antoine Titus en San Petersburgo.
Esto coincidió con la necesidad de encontrar un protagonista masculino fuerte para la primera bailarina del ballet ruso, Yelena Andreyanova (que era la amante del Director de los Teatros Imperiales, Alexandr Gedeonov). Antoine Titus resolvió los dilemas de ambas partes y las presentó, tras lo cual Petipa y su padre fueron invitados a Rusia.
Así, Marius Petipa se encontró en San Petersburgo a finales de ese mismo año. Y así comenzó el increíble ascenso de su carrera hasta convertirse en uno de los coreógrafos más influyentes de la historia.
Marius Petipa fue un gran apasionado de las danzas tradicionales españolas, y sobre todo las andaluzas, como así demuestran sus ballets Don Quijote y Paquita, ballet que eligió para su presentación en San Petersburgo. Se destacó en la ejecución de los pasos de carácter y por toda Europa como primer bailarín. Casi una década después, en 1847, tras haber pasado una temporada en París, decidió volver a San Petersburgo, donde trabajó durante 60 años. Durante ese período, creó 55 ballets en exclusiva, 21 en colaboración y 37 para diversas óperas. En 1858, fue nombrado maestro de baile del Ballet Imperial ruso, cargo ocupado hasta entonces por Jules Perrot y con este nombramiento se inició su época más productiva. Junto con Iván Vsévolozhsky, formó una dupla que duró 17 años. En la lista inmensa de creaciones de este periodo basta con recordar las tres obras supremas de Chaikovski, nervio principal de todos los repertorios, —El lago de los cisnes, La bella durmiente y El cascanueces—, así como las tardías pero eficaces partituras de Aleksandr Glazunov —Raymonda, Las estaciones, y Astucias de amor. Murió en la ciudad de Gurzuf, el 14 de julio de 1910.

## Estilo
El arte de Petipa estuvo hecho de rigor técnico, riqueza de medios y un sentido de la elegancia que huía de todo virtuosismo y de cualquier espectacularidad pomposa. Detestaba el acrobatismo de la escuela italiana y el lujo desanimado del tardío ballet francés. Intentó conservar y enriquecer la herencia romántica, llevando la tradición a sus más altos niveles. Reformó el papel del bailarín masculino y dio corporeidad diferenciada al hombre y a la mujer, de modo que se explotaran al máximo las propiedades anatómicas y enérgicas del bailarín. También suprimió la figura del favorito/a, tratando a todos con igualdad. En la redacción de sus coreografías era minucioso y científico, e iba escribiendo en una libreta las diversas evoluciones que la partitura exigía, incluyendo retratos y perfiles de las actitudes que imaginaba en los diversos personajes.
El culmen de cada una de sus obras era el pas de deux entre los protagonistas, que empieza con un adagio a cargo de ambos, sigue con variaciones alternadas, una para ella y una para él, una lenta y otra rápida, y acaba con un nuevo dúo, exigente de técnica y resuelto con una pose entrelazada y estatuaria. Así pues, Petipa unió la tradición de la velocidad italiana con la herencia del elaborado adagio francés. Petipa fue quién llevó a cabo el llamado Ballet Imperial, en Rusia.

## Su legado para el ballet académico
Dentro de la escuela rusa surgió el «ballet académico», una combinación de la escuela francesa y la escuela italiana, con Marius Petipa a la cabeza, el objetivo de estos ballets era mostrar la grandiosidad de la corte de los zares. En la danza académica todos los movimientos son coordinados, siendo una danza absolutamente preceptuada y codificada. Exige en sus movimientos una posición forzada del cuerpo y siempre busca la máxima precisión, potenciación y elasticidad, y todo esto sin aparentar esfuerzo físico. 
Los estudios de Marius Petipa con el maestro Auguste Vestris fueron de gran importancia para que desarrollara sus grandes habilidades; tanto así que logró una técnica muy luminosa y esto le dio paso para poder entrar como primer bailarín en la Escuela Imperial. Luego de esto pasó a ser maestro de la Escuela Imperial donde fue artífice fundamental del estilo académico. 
Su objetivo en los ballets era lograr exhibir lo maravillosos que eran estos. Así, llega el triunfo de la carrera de Petipa logrado en 1890 con la creación de La Bella durmiente; este ballet es de los más difíciles de representar ya que necesita una gran cantidad de bailarines clásicos y esto implica un gran teatro para alojarlos. También es muy importante que los bailarines sean de excelente técnica.

## Su legado coreográfico
No hay ninguna compañía de ballet en el mundo que no tenga en su repertorio alguna pieza de Marius Petipa, ya que estas obras constituyen hoy el mayor legado coreográfico en técnica académica y son un vehículo perfecto de lucimiento para sus intérpretes. Además, coreógrafos posteriores como George Balanchine o William Forsythe supieron, con sabiduría, crear un lenguaje propio para las nuevas generaciones a partir del legado de Petipa, basándose en su forma de utilizar la escena y sus habituales combinaciones de pasos o estructuras de grupo.  
Durante sus 63 años en Rusia, Petipa creó 46 ballets completos y numerosas piezas breves, y a partir de 1934 la pedagoga rusa Agripina Vaganova desarrolló en la escuela que hoy lleva su nombre un método de enseñanza destinado a preservar la forma de bailar adecuada para ejecutar con éxito todo este repertorio que hoy está presente en todo el mundo. Gracias a las aportaciones de Vaganova, los ballets de Petipa cambiaron para siempre no sólo la forma de coreografiar, sino también cómo se ejecutaría la técnica clásica académica a partir de entonces.

## Las «danzas de carácter»
Marius Petipa fue un gran apasionado de las danzas de carácter, sobre todo de las danzas españolas. Esto se debe a la época que pasó en España, en la que adquirió varias influencias del país, como se puede observar en la mayoría de sus ballets en los que introduce estas danzas o en sus ballets Don Quijote y Paquita, en los que su temática es la española.
Otras danzas de carácter que Marius Petipa añadió con bastante frecuencia en sus ballets son las danzas húngaras, danzas napolitanas, danzas polacas. Las más frecuentes son:
- Danzas húngaras (Czardas).

Aparecen en el tercer acto de Raymonda. Son un tipo de danzas consideradas gitanas, debido a que la población de este país es en un 95% zíngara o gitana. Estas danzas se caracterizan por su variación en el tempo, puesto que comienzan de forma suave y terminan en un tempo rapidísimo. Es un baile de compás binario, y de estructura libre. Otra característica de esta danza se debe a su coreografía que se compone de dos pasos al lado, cerrar los pies, soltar y atraer a la pareja, así como girar en pareja.
- Danzas napolitanas (Tarantela).

Es un baile popular de las regiones que están situadas al sur de Italia. Es un baile de origen napolitano que tiene un movimiento muy vivo, con una música en un compás de 6/8 en la que el ritmo va progresando de velocidad. Esta danza va acompañada con castañuelas y panderetas. De manera más actual, esta danza es bailada en parejas y se utiliza como una forma de coqueteo. Se pueden diferenciar dos partes, una en tono menor y otra en tono mayor.
- Danzas españolas (Bolero).

Baile que comienza a desarrollarse en Madrid, que consistía en una transformación de algunos bailes populares en danzas profesionales sometidas a estructuras fijas, por lo que toda improvisación del bailarín es eliminada. Las danzas que dio a conocer la Escuela Bolera se han quedado intactas en cuanto a nomenclatura, aunque a pesar de encontrarse agrupadas bajo una misma denominación, están repartidas en dos técnicas distintas. Mientras los boleros tienen vueltas, saltos y pasos de elevación complicados, los jaleos, cachuchas, etc., se centran en la gracia y la picardía con pasos sencillos a ras del suelo.
- Danzas polacas (Mazurka).

Aparece en Raymonda en el primer acto. Esta danza consta de un compás ternario con frases divididas en múltiplos de cuatro compases, en las que cada grupo de cuatro compases se refiere a una figura de los bailarines. La especificidad rítmica de estas danzas es que los compases 1 y 3 se bailan con un paso de mazurca y los compases 2 y 4 con un paso de vals. En los pasos de mazurca, el tercer tiempo corresponde con una elevación del cuerpo, que se puede obtener con un pequeño salto (estilo popular, cuando el ritmo es rápido y la música muy marcada) o una elevación apenas visible del talón (ritmo lento y sensual). El ritmo de la mazurca es ligeramente inferior al del vals.

## Dificultades de la técnica académica
La formación francesa de los Petipa hizo del joven Marius un auténtico conocedor de la más pura «escuela académica» de ballet, heredera de la corte del Rey Sol (Luis XIV); una terminología exquisita y una profunda formación musical le dieron las herramientas destinadas al cuidado detalle de los enchaînements —las frases coreográficas— y la expresión de los «port de bras», o movimientos de brazos. Otro detalle haría de Petipa el coreógrafo más adecuado para los amplísimos escenarios rusos: sus conocimientos de los recursos del ballet de cour.
Estas innovaciones convirtieron al cuerpo de baile en el favorito del público, desarrollando una parte muy importante de los ballets que se ponían en escena. Por su parte, los solistas ejecutaban en sus variaciones diagonales y círculos que contenían los pasos más difíciles de la técnica académica.

## Notación de obras
Fue en 1891 cuando muchos de los ballets originales de Petipa, reposiciones y danzas de óperas empezaron a anotarse con el método de notación de danza creado por Vladimir Stepanov.

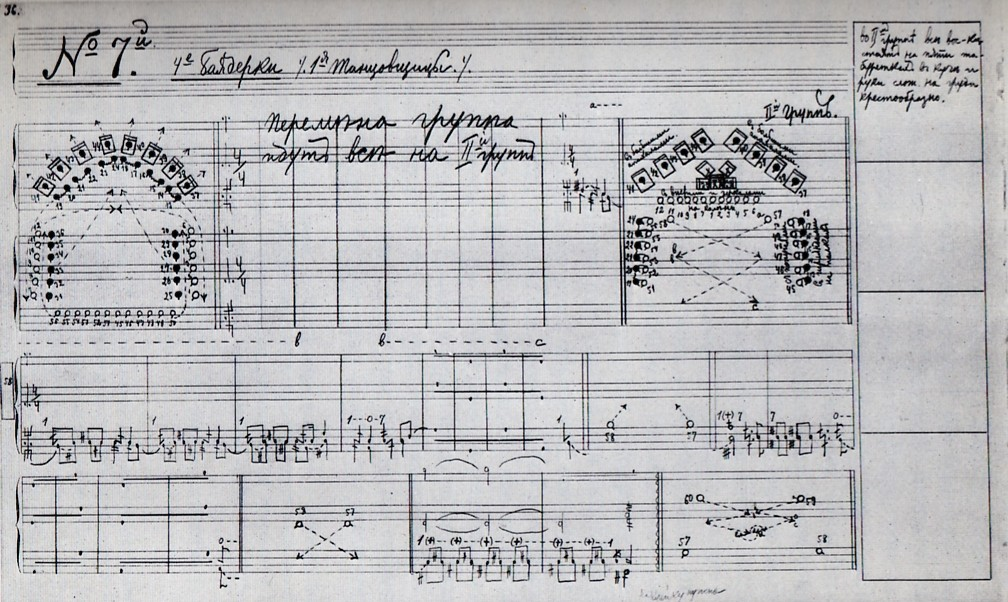
Una página de la notación coreográfica de Stepanov de la Colección Sergeyev para La Bayadère de Petipa/Minkus, c. 1900.

Tras la Revolución Rusa de 1917, el régisseur del Ballet Imperial, Nicholas Sergeyev, abandonó Rusia con las anotaciones en la mano. A lo largo de la década de 1930, Sergeyev haría su contribución más importante al arte de la danza clásica al utilizar las coreografías anotadas para poner en escena La bella durmiente de Petipa, su versión definitiva de Giselle, Coppélia (bailada por el Ballet Imperial) y El Cascanueces para el Vic-Wells Ballet de Londres (más tarde el Royal Ballet).